# Abludomelita aculeata
Abludomelita aculeata är en kräftdjursart. Abludomelita aculeata ingår i släktet Abludomelita och familjen Melitidae. Inga underarter finns listade i Catalogue of Life.